# وینتیکینکو دو مایو، بوئنوس آیرس
وینتیکینکو دو مایو، بوئنوس آیرس پروینک (به اسپانیایی: Veinticinco de Mayo, Buenos Aires Province) یک منطقهٔ مسکونی در آرژانتین است که در وینتیکینکو دو مایو پرتیدو واقع شده‌است.

## خصوصیات
وینتیکینکو دو مایو ۲۲٬۵۸۱ نفر جمعیت دارد و ۵۸ متر بالاتر از سطح دریا واقع شده‌است.